# 富山県道144号黒川滑川線
富山県道144号黒川滑川線（とやまけんどう144ごう くろかわなめりかわせん）は、富山県中新川郡上市町から同県滑川市に至る一般県道である。

## 概要

### 路線データ
- 起点：富山県中新川郡上市町黒川字山加積（富山県道146号五位尾上中町線交点）
- 終点：富山県滑川市加島町（富山県道61号滑川上市線交点）
- 実延長：7,864m

## 沿革
- 1960年（昭和35年）4月23日 - 認定[1]

## 通過する自治体
- 富山県
  - 中新川郡上市町 - 滑川市

## 接続する道路
- 富山県道146号五位尾上中町線（起点：上市町黒川字山加積）
- 富山県道137号堀江魚津線（上市町安田地内で重複）
- 富山県道335号滑川自然公園線（上市町安田）（「富山県道137号堀江魚津線」との重複区間内）
- 富山県道3号富山立山魚津線（柴交差点）
- 国道8号（滑川富山バイパス）（上島神社前交差点）
- 富山県道135号富山滑川魚津線（上島交差点）
- 富山県道320号古鹿熊滑川線（滑川市河端町）
- 富山県道61号滑川上市線（終点：滑川市加島町）

## 周辺
- 北陸自動車道 滑川インターチェンジ
- 富山地方鉄道本線
  - 西加積駅
  - 西滑川駅
  - 中滑川駅
- 滑川市役所
- 富山県警察 滑川警察署
- 富山県立滑川高等学校
- 滑川市立滑川中学校
- 滑川市立南部小学校
- 滑川市立西部小学校
- 滑川市立田中小学校
- 日医工 滑川第二工場
- スーパーセンターPLANT-3 滑川店